# Promesa
Promesa (del latín: promissa) es un concepto polisémico de relevancia para las ciencias sociales. Desde el punto de vista sociocultural es un ofrecimiento de dar algo a otra persona. Desde un punto de vista jurídico es un contrato por el cual una de las partes (o ambas) se obliga dentro de cierto lapso, sea por el vencimiento de un plazo o el cumplimiento de una condición, a celebrar un contrato futuro determinado. Este contrato se denomina también preparatorio, antecontrato, precontrato y contrato preliminar.
Históricamente se discutió si la promesa es un contrato autónomo, o si simplemente es preparativo de lo que será un contrato definitivo. Hoy en día parece claro que la promesa es autónoma, por cuanto es un contrato con objeto propio (este es el contrato futuro), y que seguirá siendo válido aunque el contrato futuro no se celebre, dando derecho a indemnización de perjuicios.
La doctrina alemana ha sostenido que no puede haber promesa de contrato, porque es contrario al régimen jurídico de la contratación que alguien se obligue a celebrar un contrato futuro y determinado en cierto plazo. La objeción no ha sido simplemente teórica, sino que ha recibido reconocimiento en muchos códigos que no han admitido la promesa de contrato. En contra de esta objeción, los códigos que aceptan el contrato de promesa (como el francés, el italiano y el mexicano) estiman que dentro de esa libertad absoluta de contratación tendría que irse restringiendo cada vez más su campo de acción, porque se presentan infinidad de contratos en los que no hay posibilidad de discutir si se celebran o no se celebran.

## Clasificación
Es un contrato preparatorio, porque crea una relación jurídica preliminar para la celebración posterior de un contrato futuro. Según la doctrina española se trata de un contrato accesorio, porque tiene siempre la falta dependencia de un contrato futuro. Es contrato unilateral o bilateral, según quede obligada una o las dos partes a celebrar el contrato futuro. Es un contrato formal, porque debe constar por escrito.
- Preliminar: Crea una relación jurídica preliminar;
- Accesorio: Porque tiene dependencia de un contrato futuro;
- Unilateral: Según se obliga a una de las partes a celebrar un contrato;
- Bilateral: Se obligan ambas partes a celebrar un contrato futuro,
- Formal: Debe constar por escrito; en caso de que el contrato futuro recaiga sobre bienes inmuebles deberán ratificarse las firmas ante notario público.

## Características del contrato de prometido
- Es un contrato típico, ya que se encuentra regulado por ley.
- Es un contrato principal, ya que no se subordina su existencia a la de otro contrato.
- Es un contrato preparatorio, ya que se celebra con un objeto preciso y determinado, cual es que en el futuro se va a celebrar otro contrato. O sea, crea una relación jurídica preliminar para la celebración posterior de un contrato futuro.
- Es un contrato sujeto a modalidad, por definición, sino la promesa no surtiría efecto.
- Es un contrato unilateral o bilateral según quede obligada una o las dos partes a celebrar el contrato futuro.

La promesa de contrato es un acto especialísimo, su objeto es celebrar, solo genera obligaciones de hacer.

## Historia
El contrato de promesa en general no fue considerado por el Derecho Romano, sino únicamente la promesa de venta y la promesa de mutuo. Tampoco en el Código Napoleónico se reglamentó la promesa en general, sino solo la promesa de venta, pero en forma equivocada, ya que dicho ordenamiento consideró que había venta cuando en la promesa se había determinado el precio y la cosa.
Así el pacto de contrahendo y el pacto de mutuodando, que eran pactos en virtud de los cuales se prometía una estipulación o la celebración de un contrato de mutuo, pueden ser considerados como un antecedente del contrato de promesa, toda vez que eran actos jurídicos que preparaban la celebración de nuevos actos jurídicos, lo que constituye la característica básica del contrato de promesa.
El Código de Napoleón solamente reglamentaba la promesa de venta, en los términos que recogieron nuestros[¿dónde?] Códigos Civiles de 1870 y 1884. El artículo 2819 del Código Civil de 1884 decía textualmente:

"Para que la simple promesa de compraventa tenga efectos legales, es menester que se designe la cosa vendida, si es raíz o mueble no fungible. En las cosas fungibles bastara quese designe el género y la cantidad. En todo caso debe fijarse el precio"

La doctrina nos informa que el Código Suizo de las Obligaciones, de 30 de marzo de 1911, es el primer cuerpo legislativo que contiene la posibilidad de prometer la celebración de cualquier contrato futuro, posibilidad que se contiene en su artículo 22.

## Elementos
Se conforman por los elementos personales y los reales. 

### Personales
Se conforma por el promitente y el beneficiario o promisario. 
La parte que se obliga a celebrar el contrato futuro se le llama promitente y a esta se le agrega el nombre del contrato futuro por realizar (por ejemplo: promitente-comprador promitente-arrendatario, etc.); a la otra parte se le denomina beneficiario o promisario. Cuando es una promesa bilateral las dos partes se llaman promitentes.

### Reales
Son dos los elementos reales de la promesa, el contrato futuro y el plazo o condición.
1. El objeto mediato de la promesa es el contrato futuro, ya que el objeto inmediato es una obligación de hacer. Los elementos característicos del contrato definitivo y que deben señalarse desde el contrato preliminar son los elementos esenciales.
2. El otro elemento real es el plazo o condición, pues a falta de este se haría nula la promesa. El plazo es el acontecimiento futuro de realización cierta, mientras que en la condición, no se tiene la certeza si el acontecimiento ocurre o no.

### Formales
En algunas legislaciones establece que dicho contrato debe constar por escrito, sin que sea necesario su inscripción en el Registro Público de la Propiedad, toda vez que dicho contrato no genera derechos reales, sino personales.

## Consentimiento
Consentimiento es definido como un acuerdo de voluntades sobre un punto de interés jurídico; en el caso de la promesa según dijimos, por el consentimiento pueden quedar obligadas ambas partes, si la promesa es bilateral, o solamente una, en el caso de promesa unilateral. Si ambas partes quedan obligadas, las dos son prominentes y beneficiarias a la vez; si solo una queda obligada, caso de la unilateral, la obligada tiene carácter de prominente y la no-obligada de beneficiario.

## Objeto
Son objeto de los contratos:
1. La cosa que el obligado debe dar
2. El hecho que el obligado debe hacer o no hacer.
3. El objeto de la promesa en el contrato constituye la obligación de hacer, como lo expresa el artículo 2245: “La promesa de contrato solo da origen a obligaciones de hacer, consistentes en celebrar el contrato respectivo de acuerdo con lo ofrecido”. La falta de cualquiera de estos elementos origina la inexistencia del contrato, de conformidad con lo preceptuado en el artículo 2224 del Código Civil.

## Efectos de la promesa
El efecto propio del contrato es el nacimiento de una obligación de hacer. Lo normal será que las partes cumplan con esta obligación voluntariamente, en cuyo caso se extingue el contrato de promesa por el hecho de haberse cumplido y, en consecuencia, solo pasa a tener vida propia el nuevo contrato.
Si las partes no cumplen voluntariamente con la obligación de hacer, se produce el efecto contemplado en el inciso final del artículo 1554, esto es, nace el derecho a exigir la ejecución forzada de esa obligación en los términos del artículo 1553.

## Contenido obligacional
El contrato de promesa genera la obligación a cargo del promitente (o promitentes), de realizar una prestación de hacer, consistente ésta en celebrar el contrato futuro.

### Incumplimiento del contrato
Si el promitente rehúsa celebrar el contrato prometido o firmar los documentos necesarios para darle forma legal, el beneficirio puede demandarlo y, en su rebeldía, lo hará el juez en su nombre; salvo el caso de que la celebración del contrato sea legalmente imposible, pues entonces la promesa quedará sin efecto, siendo a cargo del que incumple el pago de daños y perjuicios.
En caso de que la cosa ofrecida haya pasado por título oneroso a propiedad de tercero de buena fe, entonces la promesa quedará sin efecto, siendo responsable el que la hizo de todos los perjuicios que se hayan originado a la otra parte.
Cuando la enajenación se ha hecho a un tercero de mala fe o en virtud de un acto a título gratuito, tal enajenación puede ser dejada judicialmente sin efecto, aunque no exista mala fe de dicho tercero.

### Terminación
Termina ordinariamente por agotamiento natural de los efectos del contrato, o sea al otorgarse el contrato futuro; pero también puede caducar porque haya vencido el término sin que por culpa de ninguna de las partes no haya podido celebrarse el contrato futuro.
La promesa termina por las siguientes causas:
- La celebración del contrato definitivo;

- Por convenio;

- Por no reclamarse el cumplimiento de la promesa dentro de diez días después de haber vencido el plazo; en cuyo caso, caducará la anotación en el Registro Público de la Propiedad.

## Regulación por países

### Chile
En Chile, el contrato de promesa se encuentra regulado en el Código civil, en el Libro IV "De las obligaciones en general y de los contratos", Título XII "Del efecto de las obligaciones" Art. 1554, señala que la única forma en que la promesa de celebrar un contrato sea válida ante el derecho es de la siguiente forma, a saber:
1. Que la promesa conste por escrito;
2. Que el contrato prometido no sea de aquellos que las leyes declaran como ineficaces;
3. Que la promesa contenga un plazo o condición que fije la época de celebración del contrato;
4. Que en ella se especifique de tal manera el contrato prometido, que solo falten para que sea perfecto, la tradición de la cosa o las solemnidades que las leyes prescriban.

### México
México es una república federal donde existe 32 códigos civiles locales, más un código civil de aplicación federal. Los artículos que regulan este contrato se encuentra en los numerales 2243 al 2247.
Se requiere que el contrato se celebre por escrito, debiendo contener los elementos de un contrato definitivo y limitarse a cierto tiempo.
- Artículo 2243. Puede asumirse contractualmente la obligación de celebrar un contrato futuro.

- Artículo 2244. La promesa de contratar o sea el contrato preliminar de otro puede ser unilateral o bilateral.

- Artículo 2245. La promesa de contrato solo da origen a obligaciones de hacer, consistentes en celebrar el contrato respectivo de acuerdo con lo ofrecido.

- Artículo 2246. Para que la promesa de contratar sea válida debe constar por escrito, contener los elementos característicos del contrato definitivo y limitarse a cierto tiempo.

- Artículo 2247. Si el promitente rehúsa firmar los documentos necesarios para dar forma legal al contrato concertado, en su rebeldía los firmará el juez, salvo el caso de que la cosa ofrecida haya pasado por título oneroso a la propiedad de tercero de buena fe, pues entonces la promesa quedará sin efecto, siendo responsable el que la hizo de todos los daños y perjuicios que se hayan originado a la otra parte.